# Emre Arolat

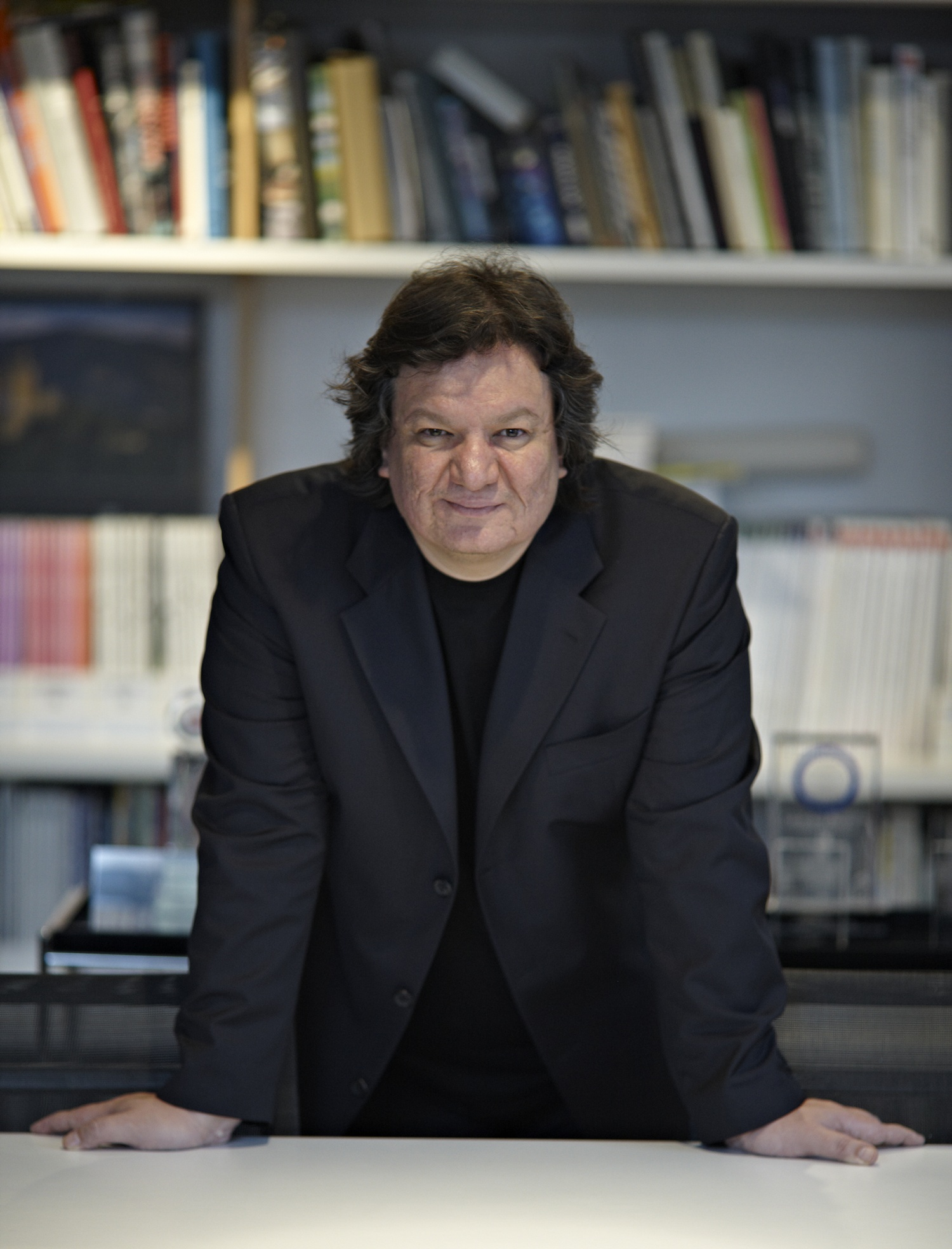
Emre Arolat (2016)

Emre Arolat (* 1963 in Ankara) ist ein türkischer Architekt und Professor an der International Academy of Architecture. Er ist Gewinner des Preises der Europäischen Union für zeitgenössische Architektur und des Aga Khan Award for Architecture.

## Leben
Arolat studierte an der Mimar Sinan Üniversitesi in Istanbul Architektur und schloss sein Studium 1986 mit einem Bachelor und 1992 mit einem Master ab. 1986/87 arbeitete er bei Metcalf and Associates Architectural Office in Washington, D.C. 1987 gründete er mit seinen Eltern Şaziment und Neşet Arolat das Architekturbüro Arolat Architects, das bis 2004 bestand. 2004 gründete er mit Gonca Paşolar und seinen Eltern EAA – Emre Arolat Architecture. EAA hat heute 50 Mitarbeiter und Büros in Istanbul und London.
Im Mai 2015 verlieh die International Academy of Architecture Emre Arolat den Titel eines Professors für seine Verdienste bei der Entwicklung einer modernen Architektursprache.

## Auszeichnungen
1992, 2002, 2004, 2008, 2012 and 2014 gewann Arolat den National Architecture Awards in den Kategorien „Design“ und „Building“.
- 2005: Preis der Europäischen Union für zeitgenössische Architektur
- 2006: AR Awards for Emerging Architecture
- 2010: Aga Khan Award for Architecture für ein Produktionsgebäude der Textilfabrik Ipekyol[3]
- 2013: World Architecture Festival (WAF) Gewinner in der Kategorie Sakralgebäude für die Sancaklar-Moschee[4]
- 2014: WAF Gewinner in der Kategorie Geschäft für Yalıkavak Palmarina[5] und der Kategorie „Leisure-Led“ für das Antakya Museum Hotel[6]
- 2015: WAF Gewinner in der Kategorie Infrastrukturprojekte für den Çukurova Airport[7] und der Kategorie Kultur für Istanbul Antrepo 5 – MSFAU Painting and Sculpture Museum.
- 2015: Archdaily-Best Building of the Year für die Sancaklar-Moschee[8][9]
- 2015: Nominierung für den Design Museum’s Designer of the Year Award für die Sancaklar-Moschee[10]

## Lehre
Seit 1998 lehrt Emre Arolat an Architektur an der Mimar Sinan Üniversitesi, der İstanbul Bilgi Üniversitesi, dem Berlage Institute, der TU Delft und der Erciyes Üniversitesi. Er war außerdem Gastjuror am Pratt Institute, der Middle East Technical University und der İstanbul Teknik Üniversitesi.
Seit 2017 ist Arolat Norman R. Foster Visiting Professor an der Yale School of Architecture.

## Ausstellungen
Emre Arolat war Kurator der 1. Istanbul Design Biennale im Jahr 2012. Er kuratierte „Musibet“, eine Ausstellung, die sich den sozialen und technischen Auswirkungen des schnellen Transformationsprozesses in Istanbul widmete. EAA kuratierte außerdem die Ausstellungen „Nazaran…/With regard to…“ (2006), „An/Moment“ (2012) Und „Fabrika/The Factory“ (2013).
2015 kuratierte Arolat die Ausstellung „ist-on situations“ am Royal Institute of British Architects in London.

## Werke (Auswahl)
- Royalton, London
- Flughafen Çukurova, Provinz Mersin
- Istanbul Antrepo 5 MSGSÜ Museum für Malerei und Skulptur
- Antakya Hilton Museum Hotel, Antakya
- Mecidiyeköy Towers, Istanbul
- Abdullah Gül Präsidialmuseum und Bibliothek, Kayseri
- St. Regis Hotel Istanbul, Istanbul
- Universitätscampus der Abdullah Gül Üniversitesi, Kayseri
- Maslak No.1 Office Tower, Istanbul
- Sancaklar-Moschee
- Zorlu Center Mixed Use Complex, Istanbul
- Ulus Savoy Residences, Istanbul
- Yalıkavak Palmarina, Bodrum, Muğla
- Le Meridien Hotel Istanbul, Istanbul
- Tekfen Kağıthane Office Park, Istanbul
- Raif Dinçkök Cultural Center, Yalova
- Eyüp Cultural Center and Marriage Hall, Istanbul
- Vicem Bodrum Residences, Muğla
- Arketip Housing
- Folkart Narlıdere Housing, Izmir
- 7800 Çeşme Residences and Hotel
- SantralIstanbul Contemporary Arts Museum, Istanbul
- Dalaman International Airport Terminal, Muğla
- İpekyol Textile Factory, Edirne
- Minicity Theme Park, Antalya

## Veröffentlichungen
- Dalaman Airport. YEM Publishing, Istanbul 2007
- Fabrika. Milli Reasürans T.A.Ş Publishing, Istanbul 2012
- ’…Nazaran’/…with regard to. Milli Reasürans T.A.Ş Publishing, Istanbul 2006